# Hipismo nos Jogos Olímpicos de Verão de 1960
O hipismo nos Jogos Olímpicos de Verão de 1960 foi realizado em Roma, na Itália, com cinco eventos disputados no adestramento, concurso completo de equitação (CCE) e salto.
A prova de adestramento por equipe não foi realizada durante os Jogos de Roma voltando nas Olimpíadas seguintes em Tóquio 1964.

## Adestramento individual
| Pos. | País                     | Atletas          | Cavalos |
| ---- | ------------------------ | ---------------- | ------- |
|      | União Soviética (URS)    | Sergei Filatov   | Absent  |
|      | Suíça (SUI)              | Gustav Fischer   | Wald    |
|      | Equipe Alemã Unida (EUA) | Josef Neckermann | Asbach  |

## CCE individual
| Pos. | País            | Atletas         | Cavalo     |
| ---- | --------------- | --------------- | ---------- |
|      | Austrália (AUS) | Laurence Morgan | Salad Days |
|      | Austrália (AUS) | Neil Lavis      | Mirrabooka |
|      | Suíça (SUI)     | Anton Bühler    | Gay-Spark  |

## CCE por equipe
| Pos. | País            | Atletas                                          | Cavalos                        |
| ---- | --------------- | ------------------------------------------------ | ------------------------------ |
|      | Austrália (AUS) | Laurence Morgan Neil Lavis Bill Roycroft         | Salad Days Mirrabooka Our Solo |
|      | Suíça (SUI)     | Anton Bühler Hans Schwarzenback Rudolf Günthardt | Gay-Speak Burn Trout Atraba    |
|      | França (FRA)    | Jack Le Goff Guy Lefrant Jehan Le Roy            | Image Nicias Garden            |

## Salto individual
| Pos. | País               | Atletas          | Cavalos   |
| ---- | ------------------ | ---------------- | --------- |
|      | Itália (ITA)       | Raimondo d'Inzeo | Posillipo |
|      | Itália (ITA)       | Piero d'Inzeo    | The Rock  |
|      | Grã-Bretanha (GBR) | David Broome     | Sunasalve |

## Salto por equipe
| Pos. | País                     | Atletas                                          | Cavalos                          |
| ---- | ------------------------ | ------------------------------------------------ | -------------------------------- |
|      | Equipe Alemã Unida (EUA) | Hans Winkler Fritz Thiedemann Alwin Schockemöhle | Halla Meteor Ferdle              |
|      | Estados Unidos (USA)     | Franck Chapot William Steinkras George Morris    | Trail Guide Ksar d'Esprit Sinjon |
|      | Itália (ITA)             | Raimondo d'Inzeo Piero d'Inzeo Antonio Oppes     | Posillipo The Rock The Scholar   |

## Quadro de medalhas do hipismo
| Ordem | País                     | Medalha de ouro | Medalha de prata | Medalha de bronze | Total |
| ----- | ------------------------ | --------------- | ---------------- | ----------------- | ----- |
| 1     | Austrália (AUS)          | 2               | 1                | 0                 | 3     |
| 2     | Itália (ITA)             | 1               | 1                | 1                 | 3     |
| 3     | Equipe Alemã Unida (EUA) | 1               | 0                | 1                 | 2     |
| 4     | União Soviética (URS)    | 1               | 0                | 0                 | 1     |
| 5     | Suíça (SUI)              | 0               | 2                | 1                 | 3     |
| 6     | Estados Unidos (USA)     | 0               | 1                | 0                 | 1     |
| 7     | França (FRA)             | 0               | 0                | 1                 | 1     |
| 7     | Grã-Bretanha (GBR)       | 0               | 0                | 1                 | 1     |